# Governatorato di Jerash
Il governatorato di Jerash è uno dei dodici governatorati della Giordania. Il capoluogo è la città di Jerash.